# Tskhinvali
Tskhinvali (en georgià: ცხინვალი, en osset: Цхинвал), és la capital d'Ossètia del Sud, un territori de Geòrgia que reclama la unió amb els ossets del nord, i que actualment és independent de facto. Situada al riu Liakhvi, 100 km al nord-oest de la capital georgiana Tbilisi. Els ossets anomenen la ciutat Tskhinval. Segons la divisió administrativa de Geòrgia, Tskhinvali és una ciutat de la regió de Xida Kartli. Entre 1934 i 1961 va ser anomenada Staliniri en honor de Ióssif Stalin.